# Chinapotamon pusillum
Chinapotamon pusillum is een krabbensoort uit de familie van de Potamidae. De wetenschappelijke naam van de soort is voor het eerst geldig gepubliceerd in 1984 door Song.